# Salvia nemorosa
La salvia nemorosa (nome scientifico Salvia nemorosa L., 1762) è una pianta perenne erbacea aromatica dai fiori labiati appartenente alla famiglia delle Lamiaceae.

## Etimologia
Il nome generico (Salvia) deriva dal latino "salvus" ( = salvare, sicuro, bene, sano) un nome antico per questo gruppo di piante dalle presunte proprietà medicinali. L'epiteto specifico (nemorosa) indica un habitat tipico dei boschi.
Il nome scientifico della specie è stato definito da Linneo (1707 – 1778), conosciuto anche come Carl von Linné, biologo e scrittore svedese considerato il padre della moderna classificazione scientifica degli organismi viventi, nella pubblicazione "Species Plantarum - Edition 2 - 1: 35. 1762" del 1762.

## Descrizione

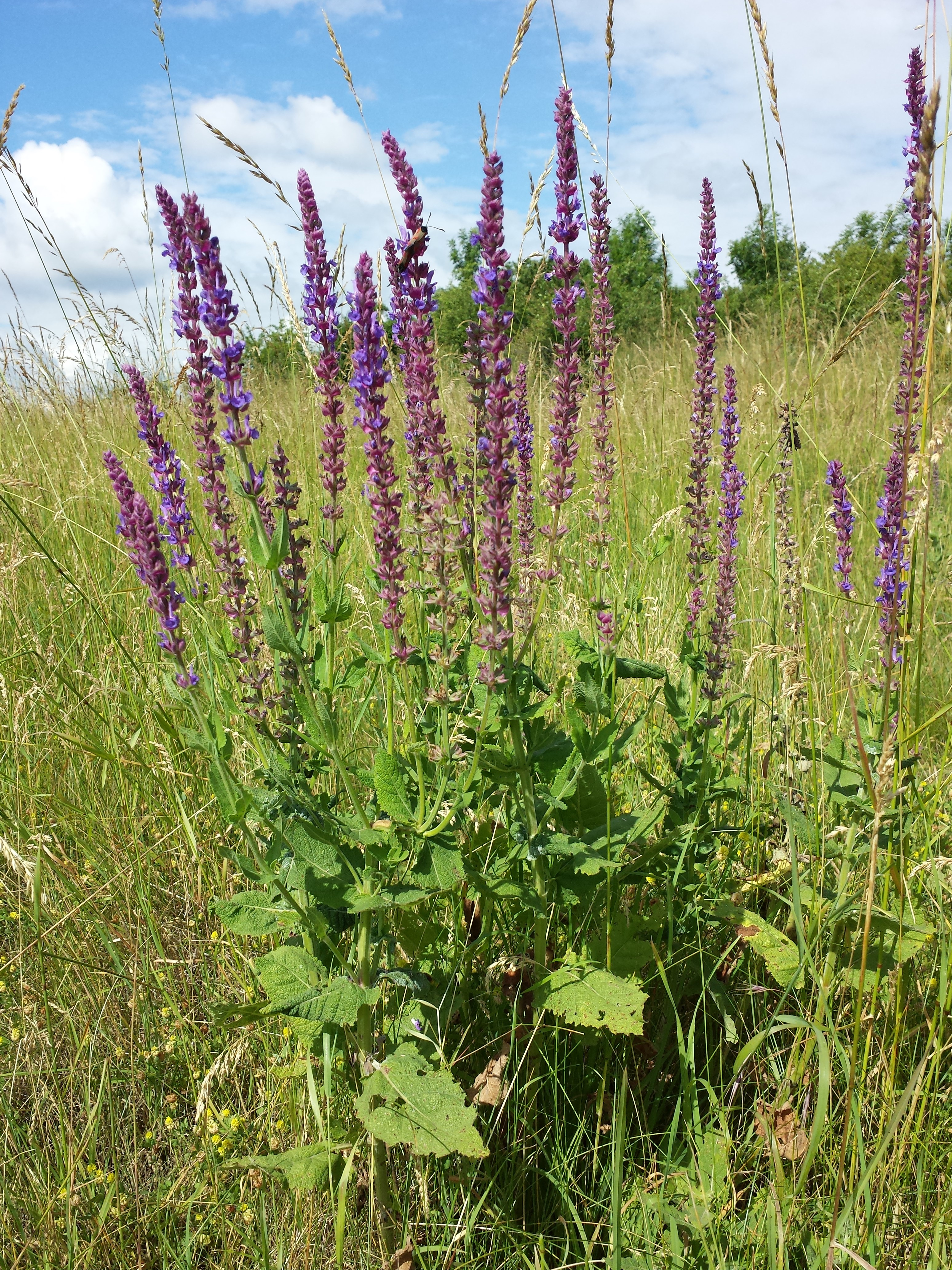
Il portamento

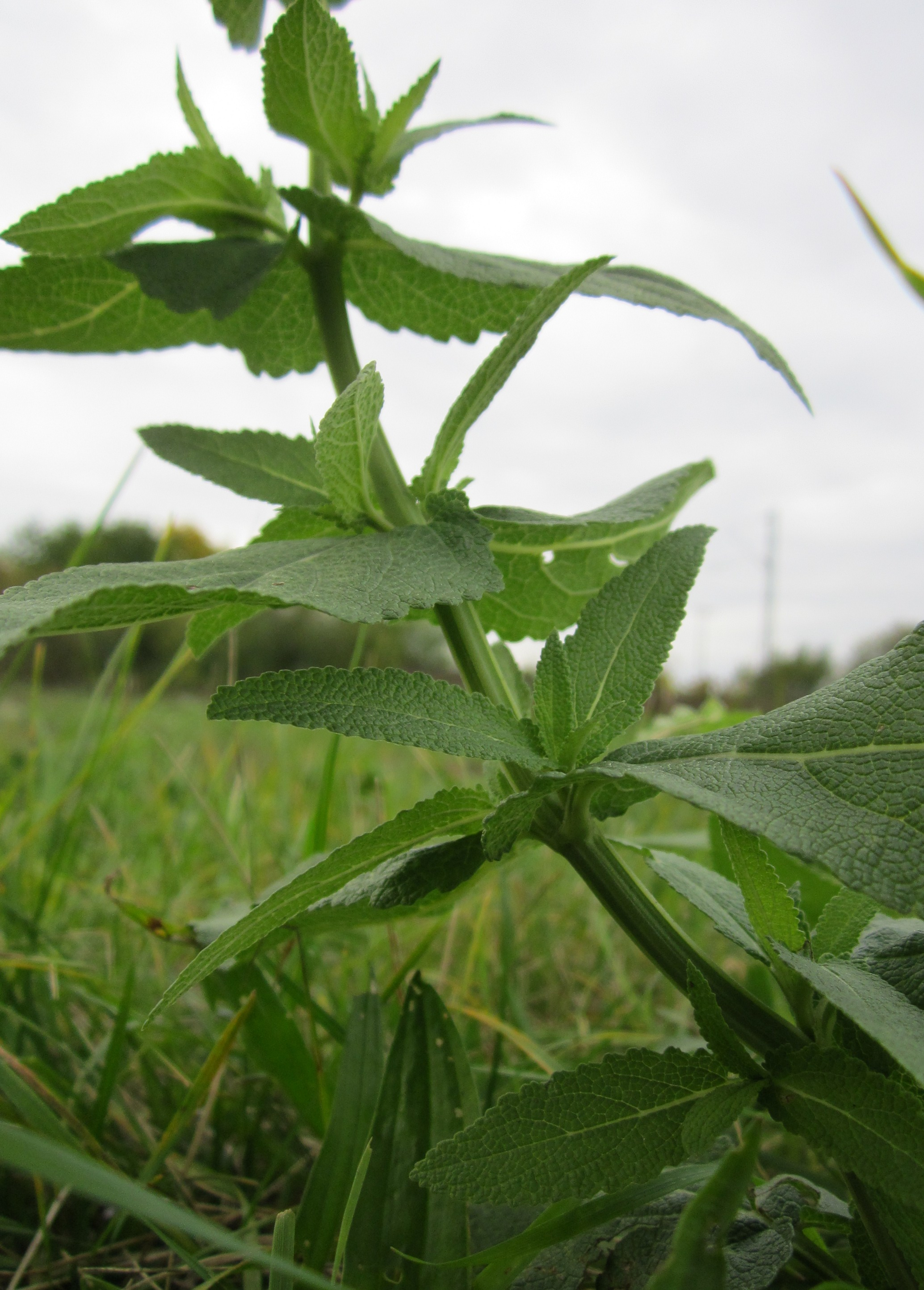
Le foglie

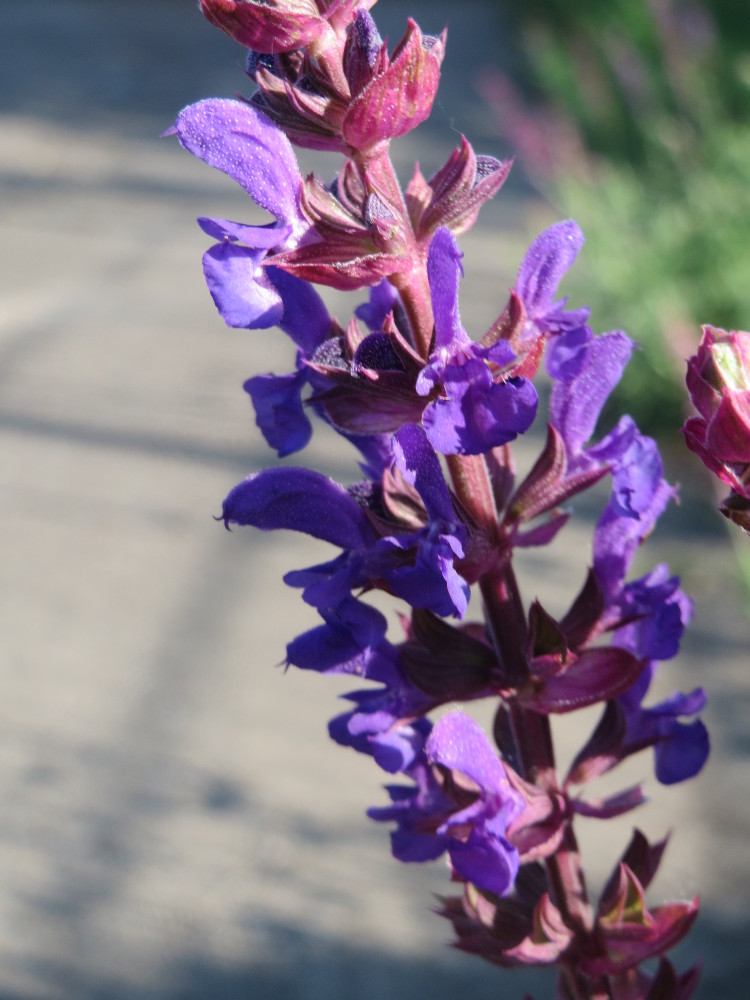
Infiorescenza

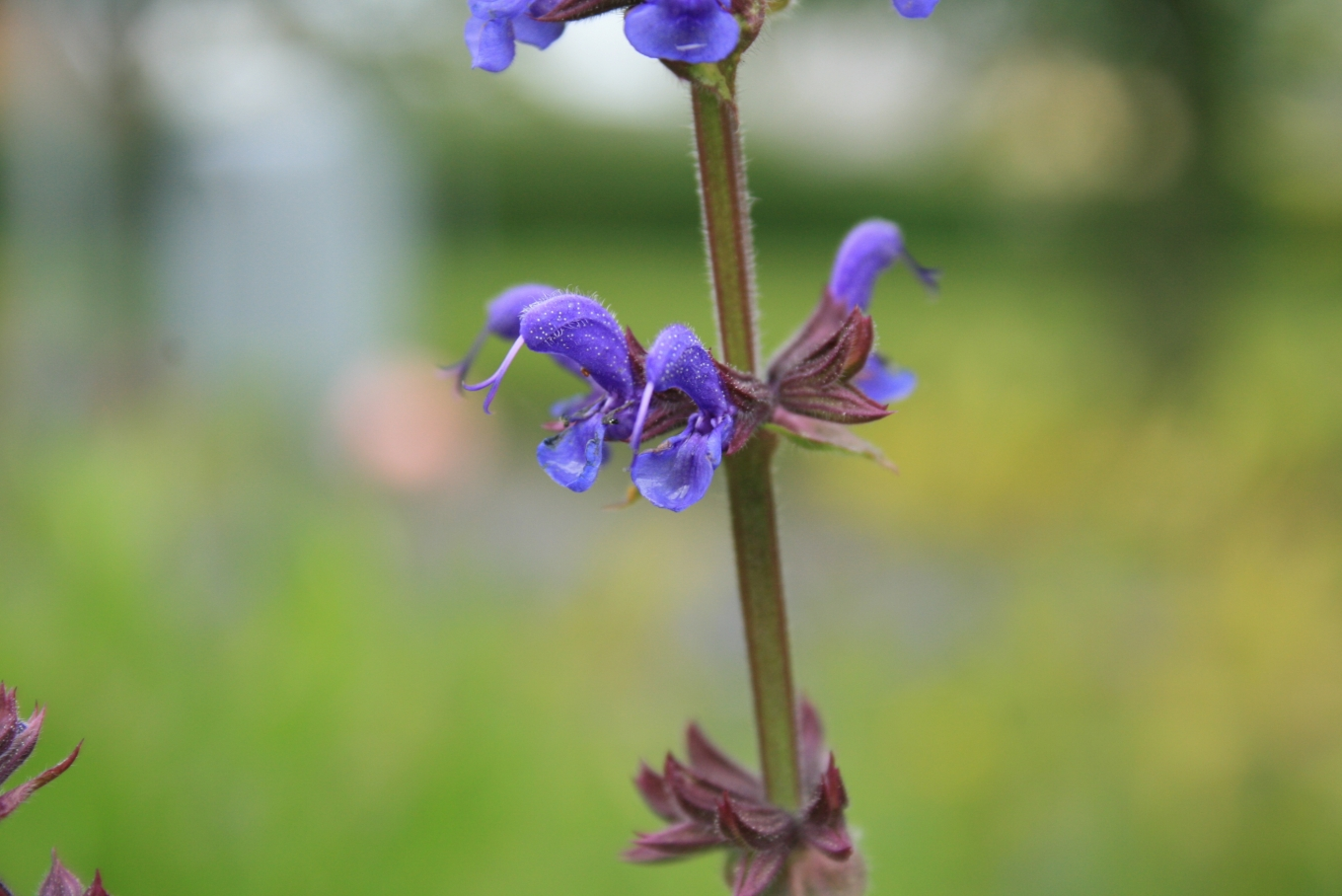
I fiori

L'altezza di queste piante varia da 3 a 6 dm. La forma biologica è emicriptofita scaposa (H scap), ossia in generale sono piante erbacee, a ciclo biologico perenne, con gemme svernanti al livello del suolo e protette dalla lettiera o dalla neve e sono dotate di un asse fiorale eretto e spesso privo di foglie. Tutta la pianta si presenta grigio-tomentosa.

### Radici
Le radici sono secondarie da rizoma. 

### Fusto
La parte aerea del fusto è eretta e ramosa.

### Foglie
Le foglie sono solamente cauline con disposizione opposta e picciolo lungo 1 - 2 cm. La lamina ha delle forme strettamente lanceolate con apice acuto e bordi crenulati in modo regolare. Dimensione della lamina delle foglie: larghezza 1 - 1,5 cm; lunghezza 4 - 5 cm. 

### Infiorescenza
L'infiorescenza, più o meno densamente cilindrica, è formata da diversi verticillastri sovrapposti di 2 - 6 fiori. I fiori sono sottesi da alcune brattee a forma ovato-acuminata o lanceolato-acuminata lunghe 6 – 9 mm. Le brattee sono violacee all'apice.

### Fiore
I fiori sono ermafroditi, zigomorfi, tetraciclici (con i quattro verticilli fondamentali delle Angiosperme: calice– corolla – androceo – gineceo) e pentameri (ogni verticillo ha 5 elementi). Lunghezza dei fiori: 8 – 15 mm.
- Formula fiorale. Per la famiglia di queste piante viene indicata la seguente formula fiorale:

X, K (5), [C (2+3), A 2+2] G (2), supero, 4 nucule
- Calice: il calice è un tubo lanoso (gamosepalo - i sepali sono 5 e sono concresciuti) e zigomorfo (le fauci terminano in modo bilabiato con dei denti acuti erbacei: tre nella parte superiore e due in quella inferiore). Il calice è percorso da alcune nervature longitudinali. Lunghezza del tubo: 5 – 6 mm.
- Corolla: la corolla è un tubo terminante in modo bilabiato (corolla gamopetala formata da 5 petali con struttura 2/3 e zigomorfa); le labbra sono lunghe quanto il tubo. Il labbro superiore è simile ad un cappuccio allungato e ricurvo (è convesso verso l'alto); il labbro inferiore è formato da tre lobi (quello centrale è più grande di tutti ed è concavo). La gola interna è provvista di una anello di peli per evitare l'intrusione di insetti troppo piccoli e non graditi.[4] Il colore è violaceo, raramente può essere rosa. Lunghezza del tubo: 8 – 12 mm.
- Androceo: gli stami sono ridotti a due (il paio posteriore è vestigiale o assente), tutti fertili e con filamenti paralleli (non convergenti); sono inoltre inclusi (al massimo sporgono le antere) e sono avvicinati alla parte superiore della corolla. Il tessuto connettivo tra le teche in queste specie è molto sviluppato e le antere sono del tipo a bilanciere con un meccanismo adatto all'impollinazione incrociata ("meccanismo a leva"[13]). I granuli pollinici sono del tipo tricolpato o esacolpato.
- Gineceo: l'ovario è supero (o semi-infero) formato da due carpelli saldati (ovario bicarpellare) ed è 4-loculare per la presenza di falsi setti divisori all'interno dei due carpelli. La placentazione è assile. Gli ovuli sono 4 (uno per ogni presunto loculo), hanno un tegumento e sono tenuinucellati (con la nocella, stadio primordiale dell'ovulo, ridotta a poche cellule).[14]. Lo stilo inserito alla base dell'ovario (stilo ginobasico) è del tipo filiforme e più lungo degli stami (in genere sporge dalla corolla). Lo stigma è bifido. Il nettario è un disco (a 4 lobi) alla base e intorno all'ovario più sviluppato anteriormente e ricco di nettare.
- Fioritura: da (giugno) luglio a settembre.

### Frutti
Il frutto è un tetrachenio (composto da quattro nucule). La forma è più o meno ovoidale (o più o meno trigona). I semi, di colore marrone scuro, sono sprovvisti di endosperma e sono piccolissimi (in un grammo ne stanno oltre 200).

## Riproduzione
- Impollinazione: l'impollinazione avviene tramite insetti tipo ditteri e imenotteri, raramente lepidotteri (impollinazione entomogama) oppure uccelli.[9][15]
- Riproduzione: la fecondazione avviene fondamentalmente tramite l'impollinazione dei fiori (vedi sopra).
- Dispersione: i semi cadendo a terra (dopo essere stati trasportati per alcuni metri dal vento – disseminazione anemocora) sono successivamente dispersi soprattutto da insetti tipo formiche (disseminazione mirmecoria).

## Distribuzione e habitat

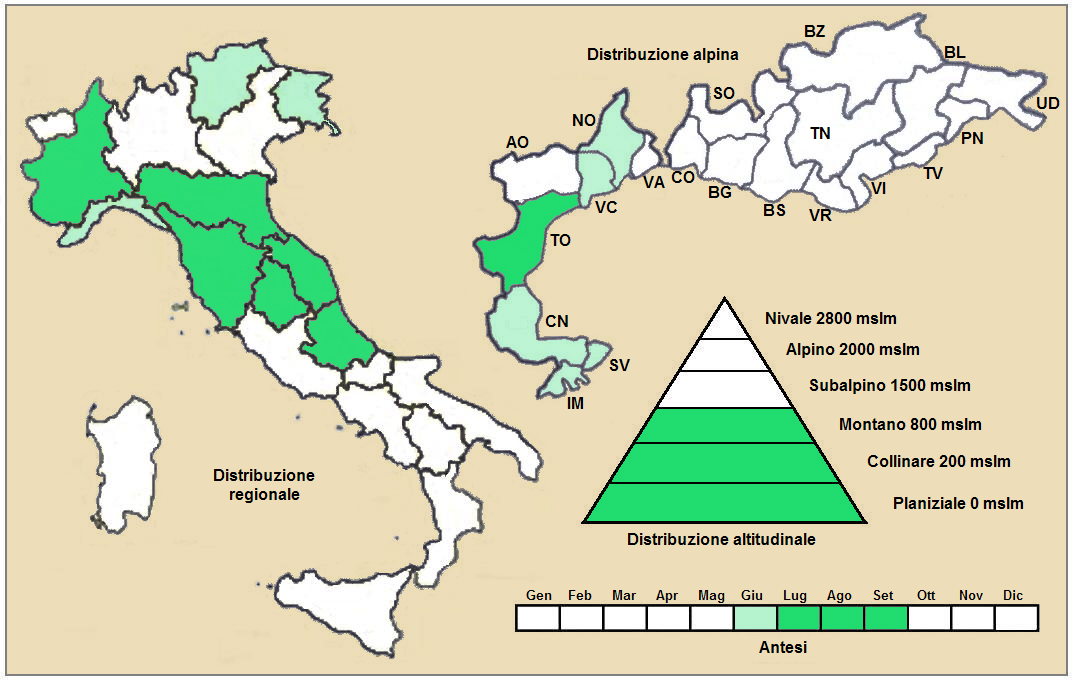
Distribuzione della pianta
(Distribuzione regionale – Distribuzione alpina)

- Geoelemento: il tipo corologico (area di origine) è Sud Est Europeo - Sudsiberiano (steppico).
- Distribuzione: in Italia è una specie rara e si trova solamente al Nord. Nelle Alpi italiane si trova nella provincia di Torino. Fuori dall'Italia, sempre nelle Alpi, questa specie si trova nel dipartimento di Alpes-de-Haute-Provence (Francia) e nel Länder dell'Austria Inferiore. Sugli altri rilievi europei collegati alle Alpi si trova nei Carpazi.[17] Nel resto dell'Europa si trova dalla Francia alla Russia meridionale compresa la Transcaucasia e l'Anatolia.[18]
- Habitat: l'habitat tipico per questa specie sono i ruderi, gli incolti aridi, le praterie rase, i prati e pascoli anche rocciosi. Il substrato preferito è calcareo con pH basico, alti valori nutrizionali del terreno che deve essere arido.[17]
- Distribuzione altitudinale: sui rilievi queste piante si possono trovare fino a 600 m s.l.m.; frequentano quindi i seguenti piani vegetazionali: collinare e montano (oltre a quello planiziale – a livello del mare).

### Fitosociologia

#### Areale alpino
Dal punto di vista fitosociologico alpino Salvia nemorosa appartiene alla seguente comunità vegetale:
Formazione: delle comunità a emicriptofite e camefite delle praterie rase magre secche
Classe: Festuco-Brometea

#### Areale italiano
Per l'areale completo italiano Salvia nemorosa appartiene alla seguente comunità vegetale:
- Macrotipologia: vegetazione delle praterie

- Classe: Festuco valesiacae-brometea erecti Br.-Bl. & Tüxen ex Br.-Bl., 1949

- Ordine: Festucetalia valesiacae Br.-Bl. & Tüxen ex Br.-Bl., 1949

- Alleanza: Festucion valesiacae Klika, 1931

Descrizione: l'alleanza Festucion valesiacae è relativa alle praterie steppiche continentali che crescono sui versanti esposti a sud nelle aree più calde ed aride dell’Europa centrale e delle Alpi. Le specie dominanti per questa alleanza sono quelle dei generi Festuca e Stipa. I suoli preferiti sono quelli calcarei. La distribuzione di questo gruppo è relativa alle regioni (sub-) continentali dell’Europa centrale e orientale. In Italia si rinviene nei settori più caldi delle Alpi.
Alcune specie presenti nell'associazione: Achillea millefolium, Artemisia campestris, Asperula cynanchica, Carex humilis, Centaurea stoebe, Dianthus carthusianorum, Eryngium campestre, Euphorbia cyparissias, Festuca rupicola, Festuca valesiaca, Iris pumila, Koeleria macrantha, Potentilla arenaria, Stipa capillata, Stipa pulcherrima e Thymus pannonicus.

## Tassonomia
La famiglia di appartenenza della specie (Lamiaceae), molto numerosa con circa 250 generi e quasi 7000 specie, ha il principale centro di differenziazione nel bacino del Mediterraneo e sono piante per lo più xerofile (in Brasile sono presenti anche specie arboree). Per la presenza di sostanze aromatiche, molte specie di questa famiglia sono usate in cucina come condimento, in profumeria, liquoreria e farmacia. La famiglia è suddivisa in 7 sottofamiglie: il genere Salvia è descritto nella tribù Mentheae (sottotribù Salviinae) appartenente alla sottofamiglia Nepetoideae. Nelle classificazioni più vecchie la famiglia Lamiaceae viene chiamata Labiatae.
Il numero cromosomico di S. nemorosa è: 2n = 14.

### Sottospecie
Per questa specie è riconosciuta la seguente sottospecie:
- Salvia nemorosa subsp. pseudosylvestris (Stapf) Bornm., 1907 - Distribuzione: Europa orientale e Penisola Balcanica (parte sud-orientale).

### Sinonimi
Questa entità ha avuto nel tempo diverse nomenclature. L'elenco seguente indica alcuni tra i sinonimi più frequenti:
- Salvia aprica Schur
- Salvia collina Schur
- Salvia illuminata Klokov
- Salvia jailicola Klokov
- Salvia moldavica Klokov
- Salvia nemorosa subsp. illuminata Soó
- Salvia nemorosa subsp. jailicola Soó
- Salvia nemorosa var. latifolia K.Koch
- Salvia nemorosa subsp. moldavica Soó
- Salvia × sylvestris var. nemorosa (L.) Nyman
- Sclarea nemorosa (L.) Mill.
- Sclarea punctata Moench

#### Sinonimi della sottospeciepseudosylvestris
- Salvia nemorosa subsp. tesquicola (Klokov & Pobed.) Soó
- Salvia pseudosylvestris  Stapf
- Salvia × sylvestris subsp. cernua  Des.-Shost.
- Salvia × sylvestris subsp. tesquicola  (Klokov & Pobed.) Soják
- Salvia tesquicola  Klokov & Pobed.

## Altre notizie
La salvia silvestre in altre lingue è chiamata nei seguenti modi:
- (DE)  Hein-Salbei
- (FR)  Sauge des forets
- (EN)  Balkan Clary